# Сосновка (Ханты-Мансийский автономный округ)
Сосновка — посёлок в Белоярском районе Ханты-Мансийского автономного округа в России. Входит в сельское поселение Сосновка.

## Описание
Расположен в тайге на севере края, в верховьях реки Вон-Хольненгъёхан в 145 км к востоку от Белоярского и в 340 км к северу от Ханты-Мансийска. Посёлок связан автодорогой с райцентром и с переправой через Обь у Приобья.
Климат резко континентальный, зима суровая, с сильными ветрами и метелями, продолжающаяся семь месяцев. Лето относительно тёплое, но быстротечное.
В посёлке имеются средняя общеобразовательная школа, детский сад, амбулатория, дом культуры, культурно-спортивный комплекс, почтовое отделение, отделения банков и прочее.
Посёлок основан в 1983 году для проживания работников, занятых на строительстве и обслуживании объектов газотранспортной инфраструктуры.
Постановлением Правительства Российской Федерации от 6 июля 1999 года посёлку присвоено наименование Сосновка.

## Население
| 2010  | 2012  | 2013  | 2014  | 2015  | 2016  | 2017  |
| ----- | ----- | ----- | ----- | ----- | ----- | ----- |
| 1414  | ↗1447 | ↗1490 | ↗1533 | ↘1496 | ↘1472 | ↗1478 |
| 2018  | 2019  | 2020  | 2021  |       |       |       |
| ↘1461 | ↘1426 | ↘1341 | ↗1444 |       |       |       |

Национальный состав (2010): русские — 68 %, украинцы — 13 %, татары — 3,6 %, башкиры — 2,6 %.